# Bart Andries
Bart Andries is een Belgisch voormalig acro-gymnast. 

## Levensloop
Samen met Patrick Floren behaalde hij brons in het onderdeel 'allround' van de discipline 'heren duo' op de Europese kampioenschappen van 1993.